# Caroline Bonde Holm
Caroline Bonde Holm (* 19. Juli 1990 in Hørsholm) ist eine dänische Leichtathletin, die sich auf den Stabhochsprung spezialisiert hat und in dieser Disziplin aktuell Inhaberin des Landesrekordes ist.

## Sportliche Laufbahn
Erste internationale Erfahrungen sammelte Caroline Bonde Holm im Jahr 2007, als sie bei den Jugendweltmeisterschaften in Ostrava mit übersprungenen 3,50 m in der Qualifikationsrunde ausschied. Im Jahr darauf schied sie bei den Juniorenweltmeisterschaften in Bydgoszcz mit 3,65 m ebenfalls in der Vorrunde aus und auch bei den Halleneuropameisterschaften 2009 in Turin verpasste sie mit 4,05 m den Finaleinzug. Im Juli gewann sie dann bei den Junioreneuropameisterschaften in Novi Sad mit einer Höhe von 4,10 m die Bronzemedaille. Im Jahr darauf schied sie bei den Europameisterschaften in Barcelona mit 4,15 m in der Qualifikationsrunde aus und auch bei den Halleneuropameisterschaften 2011 in Paris verpasste sie mit 4,15 m den Finaleinzug. Im Juli schied sie bei den U23-Europameisterschaften in Ostrava mit 4,05 m in der Vorrunde aus und anschließend schied sie bei den Weltmeisterschaften in Daegu mit 4,25 m in der Qualifikation aus. Im Jahr darauf brachte sie bei den Hallenweltmeisterschaften in Istanbul keinen gültigen Versuch zustande und im Juni verpasste sie bei den Europameisterschaften in Helsinki mit 4,15 m den Finaleinzug. Daraufhin nahm sie an den Olympischen Sommerspielen in London teil und brachte dort in der Vorrunde erneut keinen gültigen Versuch zustande.
2013 schied sie bei den Halleneuropameisterschaften in Göteborg mit übersprungenen 4,16 m in der Qualifikationsrunde aus und im Jahr darauf verpasste sie bei den Europameisterschaften in Zürich mit 4,25 m den Finaleinzug. Nach vielen wenig erfolgreichen Jahren siegte sie 2022 mit 4,45 m bei den Copenhagen Athletics Games und gelangte anschließend bei den Europameisterschaften in München mit neuem Landesrekord von 4,55 m auf Rang vier. Im Jahr darauf verpasste sie bei den Halleneuropameisterschaften in Istanbul mit Saisonbestleistung von 4,45 m den Finaleinzug. Im Juni wurde sie bei der 2. Liga der Team-Europameisterschaft im Zuge der Europaspiele in Chorzów mit 4,35 m Dritte. Anschließend schied sie bei den Weltmeisterschaften in Budapest mit 4,35 m in der Qualifikationsrunde aus. 2024 verpasste sie bei den Europameisterschaften in Rom mit 4,25 m den Finaleinzug.
In den Jahren 2009, von 2011 bis 2013 sowie 2016 und von 2019 bis 2023 wurde Holm dänische Meisterin im Stabhochsprung im Freien sowie von 2009 bis 2015 und 2017 und von 2019 bis 2023 auch in der Halle.